# Kumburk
Kumburk är en kulle i Tjeckien.   Den ligger i regionen Hradec Králové, i den centrala delen av landet, 90 km nordost om huvudstaden Prag. Toppen på Kumburk är 610 meter över havet, eller 115 meter över den omgivande terrängen. Bredden vid basen är 2,7 km.
Terrängen runt Kumburk är platt norrut, men söderut är den kuperad. Runt Kumburk är det ganska tätbefolkat, med 65 invånare per kvadratkilometer. Närmaste större samhälle är Nová Paka, 4,9 km öster om Kumburk. I omgivningarna runt Kumburk växer i huvudsak blandskog.